# A Mosca 2
A Mosca 2  (em inglês:  The Fly II) é um filme estadunidense de ficção científica e terror de 1989, com direção de Chris Walas, estrelando Eric Stoltz e Daphne Zuniga. É uma continuação de The Fly, de 1986.
O enredo se desenvolve em torno do filho de Seth Brundle (Jeff Goldblum), Martin (Eric Stoltz), que tem características físicas e intelectuais acima do normal e percebe estar sendo explorado pelo grupo de cientistas que o cerca.

## Elenco
- Eric Stoltz .... Martin
- Daphne Zuniga .... Beth
- Lee Richardson .... Bartok
- John Getz .... Stathis
- Frank C. Turner .... Shepard
- Ann Marie Lee .... Jainway
- Garry Chalk .... Scorby
- Saffron Henderson .... Ronnie
- Rob Roy .... Wiley
- Andrew Rhodes .... Hargis
- Pat Bermel .... Mackenzie
- William S. Taylor .... Dr. Trimble
- Jerry Wasserman .... Simms